# Герей, Анатолий Анатольевич
Анатолий Анатольевич Герей (укр. Анатолій Анатолійович Герей, род. 31 марта 1989 года, Ужгород, Закарпатская область, Украинская ССР, СССР) — украинский фехтовальщик на шпагах. Чемпион мира, многократный призёр мировых и европейских чемпионатов. Заслуженный мастер спорта Украины.

## Биография
Анатолий Герей родился 31 марта 1989 года в Ужгороде. Там же он начал заниматься фехтованием в 6 лет. У Анатолия многие родственники добились значительных успехов в фехтовании: его отец и дядя стали заслуженными мастерами спорта СССР, а его двоюродная сестра Юлианна фехтовала на рапирах .
Учился в гимназии города Ужгород и Национальном университете физического воспитания и спорта Украины.
В 2009 году Анатолий дебютировал на международных взрослых соревнованиях. Первый успех пришёл к Анатолию в 2012 году, когда на чемпионате Европы он в составе сборной Украины стал бронзовым призёром в командной шпаге . Через год украинская команда также вновь стала третьей на европейском чемпионате .
В 2013 году украинский шпажист добился первого успеха на первенствах планеты: он в составе команды Украины стал серебряным призёром, проиграв в финале венграм со счётом 38:42 и показав лучший на тот момент результат в истории Украины на чемпионатах мира в командной шпаге .
В 2015 году Анатолий завоевал свою самую значимую медаль в своей карьере. На чемпионате мира он стал чемпионом мира в командной шпаге, завоевав первое в истории Украины «золото» в этой дисциплине .
В 2016 году украинец стал бронзовым призёром чемпионата Европы, уступив в полуфинале итальянцам всего один укол .

## Лучшие результаты

### Чемпионаты мира
- Золото — чемпионат мира 2015 года (Москва, Россия) (команды)
- Серебро — чемпионат мира 2013 года (Будапешт, Венгрия) (команды)
- Серебро — чемпионат мира 2019 года (Будапешт, Венгрия) (команды)

### Чемпионаты Европы
- Бронза — чемпионат Европы 2012 года (Леньяно, Италия) (команды)
- Бронза — чемпионат Европы 2013 года (Загреб, Хорватия) (команды)
- Бронза — чемпионат Европы 2016 года (Торунь, Польша) (команды)

## Государственные награды
- Орден «За заслуги» ІІІ степени (9 сентября 2017)[7]